# Groene suikervogel
De groene suikervogel (Chlorophanes spiza) is een zangvogel uit de familie Thraupidae (tangara's).

## Kenmerken
Het verenkleed van het mannetje is blauwgroen met een zwart masker, het vrouwtje is grasgroen met een wat lichter gekleurde keel. Beide geslachten hebben een gele snavel en een rode iris. De lichaamslengte bedraagt 14 cm.

## Leefwijze
Stuifmeel en nectar maken ongeveer een kwart van het menu uit, het hoofdbestanddeel bestaat uit allerlei soorten fruit en daarnaast insecten.

## Voortplanting
Het vrouwtje bouwt 3 meter boven de grond een klein kommetje van fijn plantaardig materiaal, dat ze daarna bekleedt met dierenhaar en verstevigt met spinrag. Een legsel bestaat meestal uit twee eitjes, die in twaalf tot veertien dagen worden uitgebroed. Het mannetje zorgt ervoor, dat het vrouwtje en later ook de jongen aan voedsel niets tekortkomen. Als de jongen twee weken oud zijn, vliegen ze uit, waarna de ouders nog drie of vier dagen naar ze omkijken. Daarna worden de jongen aan hun lot overgelaten.

## Verspreiding en leefgebied
Deze soort komt algemeen voor in de bovenlagen van tropische en subtropische wouden van noordelijk Zuid-Amerika op 1000 tot 1600 meter hoogte, maar ook op Trinidad en Tobago is ze te vinden.
De soort telt zeven ondersoorten:
- C. s. guatemalensis: van zuidelijk Mexico tot Honduras.
- C. s. argutus: van oostelijk Honduras tot noordwestelijk Colombia.
- C. s. exsul: zuidwestelijk Colombia en westelijk Ecuador.
- C. s. subtropicalis: noordelijk en centraal Colombia en westelijk Venezuela.
- C. s. spiza: Trinidad, oostelijk Colombia, Venezuela (behalve het westen), de Guyana's en noordelijk Brazilië.
- C. s. caerulescens: van het zuidelijke deel van Centraal-Colombia via oostelijk Ecuador en oostelijk Peru tot centraal Bolivia en westelijk Brazilië.
- C. s. axillaris: oostelijk en zuidoostelijk Brazilië.